# Sagesse Sports Club (basquetebol)
O Hekmeh ou Club Sagesse (em árabe: الحكمة‎‎, translit. Al-Hikma;em francês:  Club Sportif La Sagesse) é um clube profissional de basquetebol do Líbano. Atualmente disputa a Liga Libanesa e a Copa Árabe. Faz parte do Club Sagesse localizado em Beirute e em sua história conquistou 3 Copa dos Campeões Asiáticos (recorde).

## Temporada por Temporada
| Temporada | Nível | Liga | Pos.      | Pós Temporada     | Competições Regionais     | Competições Regionais | Competições Continentais | Competições Continentais |
| --------- | ----- | ---- | --------- | ----------------- | ------------------------- | --------------------- | ------------------------ | ------------------------ |
| 2008-09   | 1     | LBL  | 2         | Semifinalista     |                           |                       |                          |                          |
| 2009-10   | 1     | LBL  | 5         |                   |                           |                       |                          |                          |
| 2010–11   | 1     | LBL  | 4         | Semifinalista     |                           |                       |                          |                          |
| 2011–12   | 1     | LBL  | 4         | Semifinalista     |                           |                       |                          |                          |
| 2012–13   | 1     | LBL  | Cancelado | Cancelado         |                           |                       |                          |                          |
| 2013–14   | 1     | LBL  | 2         | Finalista         |                           |                       |                          |                          |
| 2014-15   | 1     | LBL  | 1         | Semifinalista     |                           |                       |                          |                          |
| 2015-16   | 1     | LBL  | 4         | Finalista         | Copa Árabe                | 1-3 PF                |                          |                          |
| 2016-17   | 1     | LBL  | 7         | Quartas de Finais | Liga da Sudoeste Asiático | 1-2 QF                | -                        | -                        |
| 2017-18   | 1     | LBL  | 4         | Semifinalista     |                           |                       | -                        | -                        |
| 2018-19   | 1     | LBL  | 9         |                   |                           |                       | -                        | -                        |
| 2019-20   | 1     | LBL  | 3º        |                   |                           |                       |                          |                          |
| 2020-21   | 1     | LBL  | 4º        | Semifinalista     |                           |                       |                          |                          |
| 2021-22   | 1     | LBL  | 4º        | Semifinalista     |                           |                       |                          |                          |
| 2022-23   | 1     | LBL  | 4º        | Semifinalista     |                           |                       |                          |                          |
| 2023-24   | 1     | LBL  | 3º        | Finalista         | Liga da Sudoeste Asiático | 4-2 SF                |                          |                          |
| 2024-25   | 1     | LBL  | 3º        | Finalista         | Liga da Sudoeste Asiático | 3-5 PF                |                          |                          |

### Títulos

#### Liga Libanesa
- Campeão (8): 1993-94, 1997–98, 1998–99, 1999-2000, 2000–01, 2001–02, 2002–03, 2003-04
- Finalista (4):2005, 2006, 2014, 2016, 2024, 2025

#### Copa do Líbano
- Campeão (7):1993, 1998, 1999, 2000, 2001, 2002, 2004
- Finalista (4):2004, 2006, 2010, 2016

#### Copa Árabe
- Campeão (2):1998 e 1999

#### Copa Asiática
- Campeão (3):1999, 2000, 2004

#### Copa do Sudoeste Asiático
- Campeão(3):2002, 2005, 2006

## Jogadores Notáveis

#### Libaneses
- Elie Mechantaf
- Fadi El Khatib
- Rony Seikaly
- Boulos Bechara
- Brian Beshara
- Rodrigue Akl
- Vicken Eskedjian
- Rony Fahed
- Sabah Khoury
- Joe Vogel
- Bader Makki
- Bassem Balaa
- Ghaleb Reda
- Roy Samaha
- Julian Khazzouh
- Elie Stephan
- Elie Rustom
- Walid Doumiati
- Yasser El Hajj

#### Estrangeiros
- Assane N'Diaye
- Mohammad Asha
- Jumaine Jones
- Tre Kelley
- Eric Chatfield
- Michael Richardson
- Alpha Bangura
- Desmond Penigar
- Darryl Watkins
- Samaki Walker
- DeShawn Sims
- Oleksiy Pecherov
- Dion Dixon
- Terrell Stoglin
- Jarrid Famous
- Dewarick Spencer
- Willie Burton
- Quincy Douby
- Ratko Varda
- Sherell Ford
- DerMarr Johnson
- Cedric Henderson
- Mike Efevberha
- Randy Culpepper
- Herve Toure
- Chris Daniels
- Charles Thomas
- Todd O'Brien
- Nate Johnson
- Ryan Richards
- Demarius Bolds
- Aaron Harper
- Ekene Ibekwe
- Alvin Sims
- Ivan Johnson
- Steve Burtt Jr.
- Mouhammad Faye